# 15 cm sIG 33
‎SIG ‎‎33‎‎ 15 cm ‎‎(s‎‎chweres ‎‎I‎‎nfanterie ‎‎G‎‎eschütz 33, ,nghĩa là "Pháo bộ binh hạng nặng") là ‎‎súng bộ binh hạng‎‎ nặng tiêu chuẩn của ‎‎Đức‎‎ được sử dụng trong Chiến tranh thế giới ‎‎thứ hai.‎‎ Đây là vũ khí lớn nhất từng được phân loại là súng bộ binh của bất kỳ quốc gia nào. ‎
‎Trọng lượng của nó gây khó khăn cho việc sử dụng, và súng ngày càng thích nghi với các tấm khiên di động ‎‎đặc biệt‎‎ khác nhau. Chúng thường được gọi là ‎‎SIG 33.‎

## ‎Phát triển
‎Các nguồn khác nhau về lịch sử phát triển, nhưng bản thân súng có thiết kế thông thường. Các mô hình sản xuất ban đầu được ngựa kéo, với bánh xe bằng gỗ. Các mô hình sản xuất sau đó đã ép bánh xe thép, với lốp cao su rắn và ‎‎phanh không khí‎‎ để kéo động cơ, mặc dù ở tốc độ thấp (chỉ có toa xe có lốp khí nén và hệ thống treo mới có thể được kéo ở tốc độ đường cao tốc). Như với hầu hết các toa xe pháo của Đức, lốp cao su rắn và thiếu lò xo có nghĩa là súng không thể được kéo an toàn trên 10 dặm / giờ, và vẽ ngựa vẫn được sử dụng rộng rãi. ‎
‎SIG 33 khá nặng cho nhiệm vụ của nó, và nó được thiết kế lại vào cuối những năm 1930 để kết hợp ‎‎hợp kim nhẹ.‎‎ Điều này đã tiết kiệm được khoảng 150 kg (330 lb), nhưng sự bùng nổ của chiến tranh đã buộc phải quay trở lại thiết kế ban đầu trước khi hơn một trăm chiếc được thực hiện, vì ‎‎Luftwaffe‎‎ có ưu tiên cao hơn cho các hợp kim nhẹ. Một toa xe mới, được làm hoàn toàn bằng hợp kim nhẹ, đã được thử nghiệm vào khoảng năm 1939, nhưng không được chấp nhận phục vụ.‎

## ‎Đạn dược‎‎
‎Hầu hết các loại đạn được sử dụng bởi sIG 33 đều không có ý nghĩa về thiết kế, nhưng ‎‎ ‎‎Stielgranate 42‎‎ ‎‎ khác nhau theo những cách cơ bản so với vỏ thông thường. Thanh lái xe được đưa vào mõm để đạn vây vẫn ở phía trước và bên ngoài, thùng hoàn toàn. Một điện tích đặc biệt đã được nạp và sẽ đẩy đạn khoảng 1.000 mét (1.100 yd). Ở khoảng cách khoảng 150 mét (160 yd), thanh lái sẽ tách khỏi đạn. Không giống như ‎‎ ‎‎các Stielgranaten‎‎khác, phiên bản này không dành cho việc sử dụng chống tăng, mà là để phá hủy các điểm mạnh và dọn sạch các chướng ngại vật dây thép gai và bãi mìn bằng hiệu ứng nổ. ‎
| ‎Vỏ ‎             | ‎Kiểu ‎    | ‎Trọng lượng ‎    | ‎Phụ ‎                   |
| --------------- | -------- | --------------- | ---------------------- |
| I Gr 33         | ‎HE‎       | ‎38 kg (84 lb)‎   | ‎8,3 kg (18 lb) ‎‎amatol‎  |
| I Gr 38 Nb      | ‎Khói‎     | ‎40 kg (88 lb)‎   | oleum/pumice           |
| I Gr 39 Hl/A    | ‎Sạc rỗng‎ | ‎25,5 kg (56 lb)‎ | cyclonite/TNT          |
| Stielgranate 42 | ‎Phá hủy‎  | ‎90 kg (200 lb)‎  | ‎54 kg (119 lb) amatol ‎ |

## ‎Xem thêm
- ‎Pháo tự hành SIG 33‎